# OSA Football Club

OSA FC é um clube de americano de futebol, localizado na área metropolitana de Seattle . Sua casa atual é em French Field, em Kent, Washington . Fundada em 2015, compete na Conferência Noroeste da National Premier Soccer League, uma liga nacional no quarto nível da Pirâmide de Futebol Americano .  O clube é herdeiro do FC Tacoma 253 . O clube foi fundado por italianos americanos . 
Em 2 de julho de 2016, a equipe derrotou o Portland Spartans FC por 2 a 1 para terminar sua temporada inaugural em 1º lugar na Northwest Conference, que garantiu a qualificação para os playoffs da Região Oeste da NPSL em 2016 .  Isso marcou o segundo campeonato consecutivo da Northwest Conference para o grupo de liderança, embora com diferentes marcas de clubes. 
Em 10 de maio de 2017, a equipe derrotou o Seattle Sounders FC U-23 0-0 (5-3) nos pênaltis na primeira rodada da Lamar Hunt U.S. Open Cup . 